# Porta Salutaris

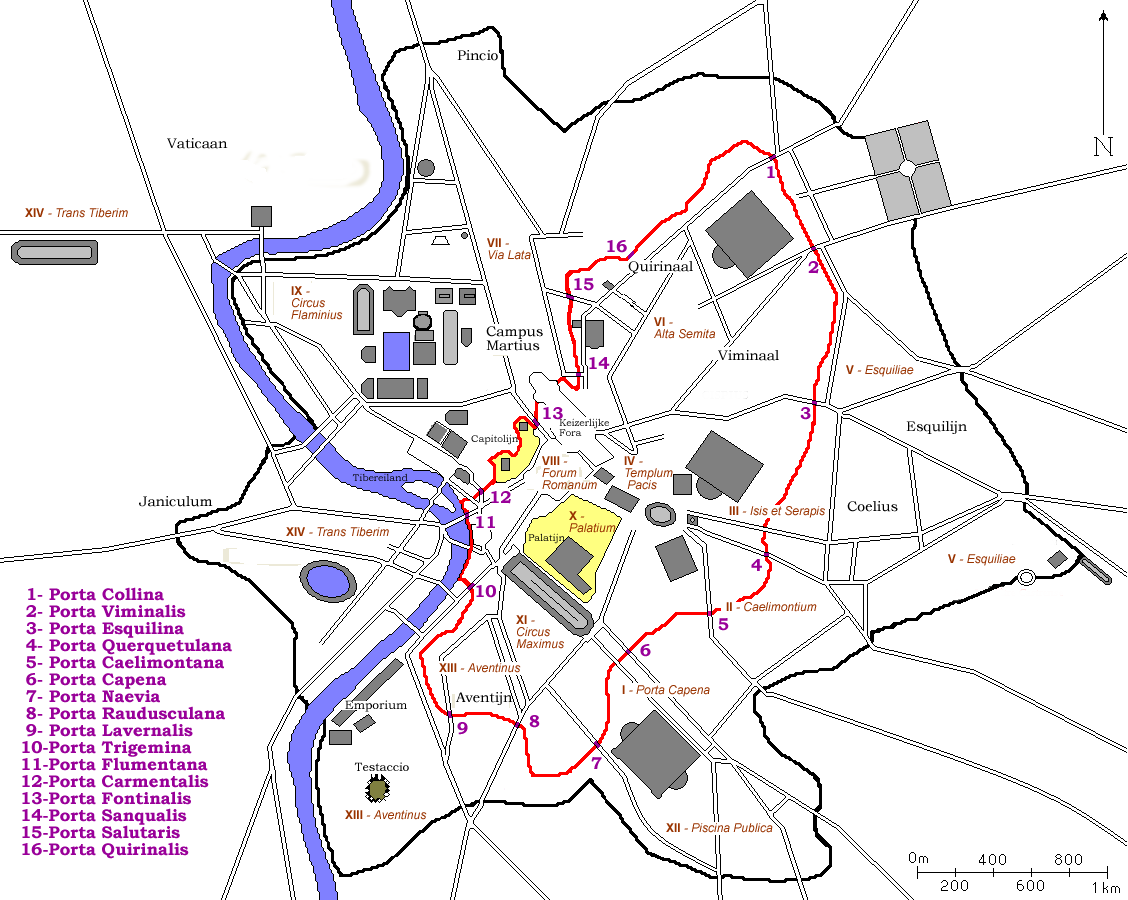
De Servische Muur en zijn stadspoorten

De Porta Salutaris was een stadspoort in de Muur van Servius Tullius in het Oude Rome.
De poort stond op de Collis Salutaris, een heuveltop van de Quirinaal, en ontleende zijn naam aan de Tempel van Salus die in de buurt stond. Bij deze poort begon waarschijnlijk de Clivus Salutaris, een kleine straat die van de Quirinaal richting het Marsveld liep. Doordat er geen hoofdweg begon, is de Porta Salutaris ook nooit een belangrijke stadspoort geweest. De poort stond vermoedelijk op de plaats van de huidige Piazza del Quirinale. Er zijn geen restanten van teruggevonden, waarschijnlijk is de poort al in de oudheid afgebroken.
Porta Collina · Porta Viminalis · Porta Esquilina · Porta Querquetulana · Porta Caelimontana · Porta Capena · Porta Naevia · Porta Raudusculana · Porta Lavernalis · Porta Trigemina · Porta Flumentana · Porta Carmentalis · Porta Fontinalis · Porta Sanqualis · Porta Salutaris · Porta Quirinalis